# Makedonikós
L’AS Makedonikós (grec moderne : Αθλητικός Σύλλογος Μακεδονικός) est un club grec de basket-ball basé dans le dème de Pávlos Melás dans la banlieue de Thessalonique. Fondé en 1928, le club appartient actuellement au quatrième échelon du championnat grec.

## Historique

### Identité et image

#### Blasons

Jusqu’à 2007

## Palmarès
- Finaliste de la Coupe ULEB : 2005

## Joueurs célèbres ou marquants
- Zvi Sherf
- Dimítris Papanikoláou
- Dragan Lukovski
- Anthony Dobbins
- Walter Berry